# Stanka Godnič
Stanka Godnič, slovenska filmska kritičarka in publicistka, * 9. november 1929, Celje, † 16. november 2006
Študirala je slavistiko in primerjalno književnost. Kot novinarka kulturne rubrike časnika Delo je spremljala dejavnost poklicnih in amaterskih gledališč. Kasneje je poklicnemu opusu dodala še lutkovna gledališča. Nato se je osredotočila na filmsko vzgojo in kritiko.
Več kot dve desetletji je njeno vztrajno, strokovno poglobljeno in osebno obarvano kritiško pisanje zagotavljalo filmski kritiki enakovredno mesto v slovenskem dnevnem tisku. Bila je ena prvih, ki je ljubiteljski film obravnavala enakovredno kot poklicnega. 
Prejela je Tomšičevo nagrado za življenjsko delo (1988).